# كيف يعمل العقل
قام العالم المعرفيّ الكنديّ- الأمريكيّ ستيفن بينكر بنشر كتاب «كيف يعمل العقل» لأول مرة في التّاريخ في عام 1997م. حاول المؤلّف في هذا الكتاب شرح بعض وظائف العقل البشريّ وبعض الأمور التطوريّة حول الدماغ والتي لم تكن مفهومة عنه في ذلك الوقت.
اعتمد ستيفن بينكر في شرح كتابه على نموذج علم النّفس التطوري الذي وضعه كل من جون توبي وليدا كوسميدس، وغطّى بينكر العديد من المواضيع مثل الرؤية والعواطف والنسوية ومعنى الحياة.
كما يتطرق في كتابه إلى مواضيع أكثر تعقيداً مثل النّظريّة الحسابيّة للعقل ونهج الداروينيّة الجديدة/ التكيّف للتطوّر؛ ومن وجهة نظر الكتاب فإنّ كلّ ما سبق هو عبارة عن مكوّنات مركزيّة لعلم النفس التطوّري.
ينتقد بينكر في كتابه الاختلاف النسويّ، لأنه يعتقد أن الدّراسات العلميّة أثبتت أنّ الرجال والنساء يختلفون عن بعضهم البعض بمقدار بسيط جداً بل وربّما لا يختلفون على الإطلاق في الاستدلال الأخلاقي.
وصل الكتاب لنهائيّيات جائزة بوليتزر.

## التلقي
انتقد جيري فودور –الذي يعتبر أحد الآباء المؤسسين لنظريّة العقل الحسابيّة- الكتاب، حيث كتب فودور كتاباً بعنوان «العقل لا يعمل بهذه الطّريقة»، وجاء في هذا الكتاب: «باختصار، كل الأسباب تؤدّي إلى افتراض أنّ النّظريّة الحسابيّة هي جزءٌ من حقيقة الإدراك، ولكن لم يحدث لي من قبل أن وجدت أيّ شخصٍ يعتبرها جزء كبير من الحقيقة، ولاتزال على بعد أميال من أن تكون القصّة الكاملة حول كيفيّة عمل العقل»، وتابع: «كنت، وبقيت، في حيرة من موقف التفاؤل الكبير المرافق لكتاب بينكر، وكما علّقت للتو، كنت أعتقد أن الـ 40 أو الـ 50 عاماً الماضية قد أظهرت بوضوح أنه هنالك جوانب من العمليّات العقليّة العليا تقدّم فيها النظريّة الحسابيّة والتقنيات التجريبيّة القليل من البصيرة».
ردّ بينكر على الانتقادات التي وجّهها فودور في تصريح له نشر في الصحيفة الأكاديميّة «العقل واللغة»، حيث قال بينكر بأنّ فودور هاجم كتابه بحجج واهية، وقام بينكر بتسميّة ردّه على فودور بـ «لا أحد قال أنّه يعمل كذلك».
وانتقد دانييل ليفيتين بينكر، بسبب إشارة بينكر في كتابه للموسيقى على أنها «كعكة سمعيّة»؛ في كتاب ليفتين «هذا هو عقلك على الموسيقى»، حاول ليفتين في الفصل الأخير من الكتاب دحض كل حجج بينكر؛ أما رد بينكر فجاء عندما سأله الصحفي كلايف تومبسون في صحيفة نيويورك تايمز عن رأيه في كتاب ليفيتين فقال ببساطة: «لم أقم بقراءته».

## روابط خارجية
- كيف يعمل العقل على موقع الموسوعة البريطانية (الإنجليزية)